# Mégastructure
 (février 2022).
Si vous disposez d'ouvrages ou d'articles de référence ou si vous connaissez des sites web de qualité traitant du thème abordé ici, merci de compléter l'article en donnant les références utiles à sa vérifiabilité et en les liant à la section « Notes et références ».
Pour les articles homonymes, voir Mégastructure (homonymie).

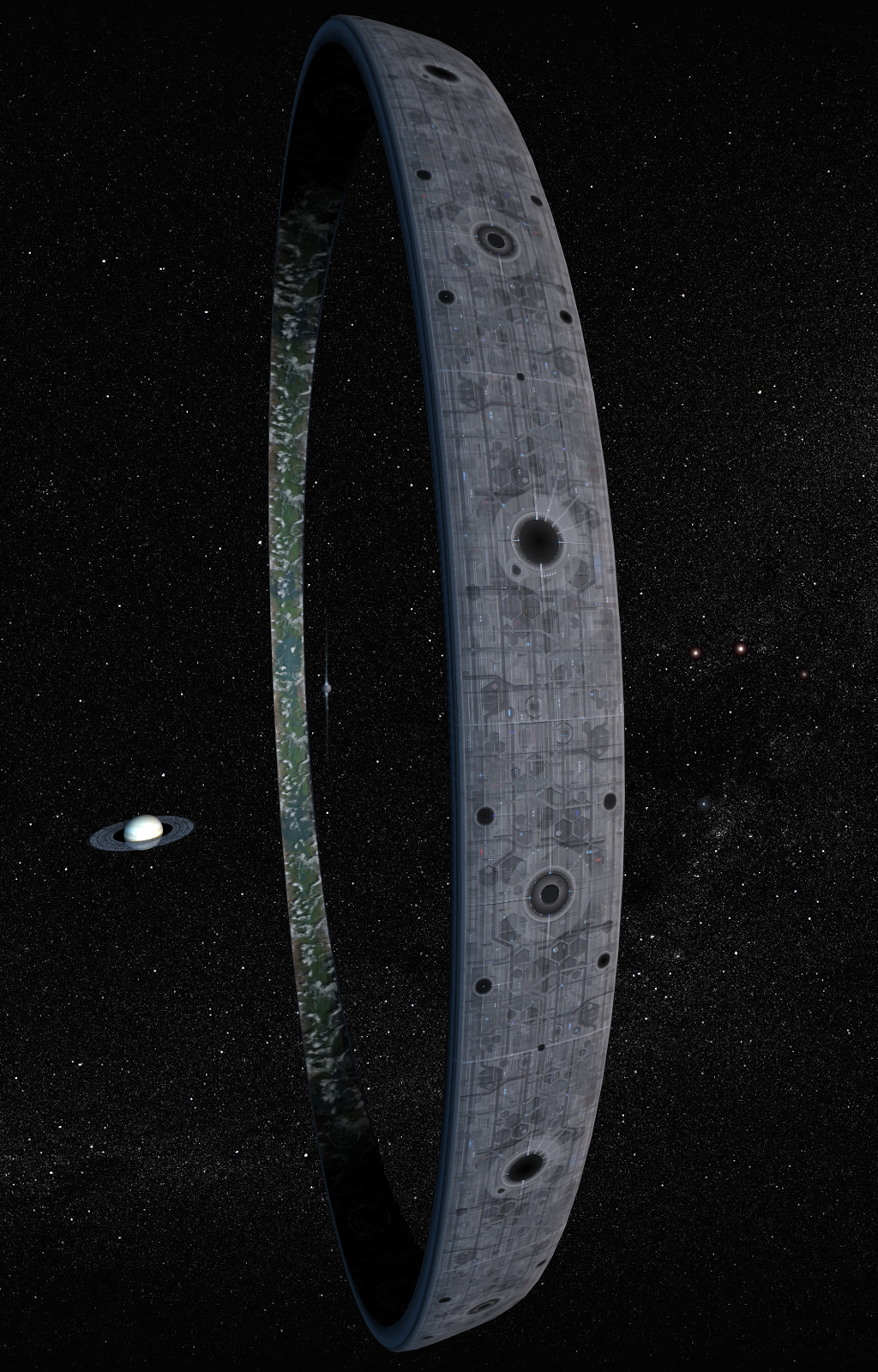
Représentation d'artiste d'un anneau orbital.

Une mégastructure est, en science-fiction et en ingénierie à grande échelle, une construction artificielle autosuffisante de très grandes dimensions, au moins de l'ordre de plusieurs kilomètres et pouvant atteindre le millier voire le million de kilomètres.

## Définition
Le concept de mégastructure se popularise à la fin des années 1960[réf. nécessaire], au travers notamment de la littérature de science-fiction. Il désigne des constructions et des architectures de plusieurs centaines de kilomètres[réf. nécessaire]. D'autres critères tels que la rigidité ou la contiguïté sont également parfois appliqués, et des ensembles de plus petites structures associées peuvent ou non être qualifiés. Les produits de l’ingénierie mégascalaire ou de l’astro-ingénierie sont des mégastructures.

## Exemples

### Dans la théorie
Les mégastructures peuvent prendre la forme de gigantesques stations orbitales ou vaisseaux spatiaux comme les cylindres O'Neill et les sphères de Bernal, ou des structures encore plus grandes comme les anneaux orbitaux, les sphères de Dyson et les moteurs stellaires. Techniquement, une œcuménopole est une mégastructure par son universalité et son autosuffisance.

### Mégastructures existantes
Certaines structures sur Terre peuvent être considérées comme des mégastructures[réf. nécessaire], notamment :
- la Station spatiale internationale, une station spatiale, quasi auto-suffisante ;
- la Grande Muraille de Chine, une mégastructure construite par l'homme, de près de 6 352 kilomètres de longueur ;
- les accélérateurs de particules, notamment le Grand collisionneur de hadrons à la frontière franco-suisse, d'un diamètre de 27 kilomètres.

Les réseaux routiers ou ferroviaires, les rassemblements de bâtiments et les mégalopoles ne sont pas considérés comme des mégastructures, malgré leur taille.

## Dans la culture
La littérature et le cinéma, notamment de science-fiction, mettent parfois en scène des mégastructures.

### Littérature
- Dans le Cycle de Fondation d'Isaac Asimov, Trantor, la capitale de l'empire galactique est une œcuménopole.
- Dans Ravage, roman français de René Barjavel paru en 1943, les villes se sont réunies en une mégalopole formant une mégastructure.
- Dans L'Anneau-Monde, roman américain de Larry Niven paru en 1970, un anneau orbital de plus cent cinquante millions de kilomètres est exploré par les personnages principaux[1].
- Dans Les Fontaines du paradis, roman britannique d'Arthur C. Clarke paru en 1979, les ascenseurs spatiaux sont le sujet de base de l'histoire.

### Cinéma
- La série de films américains Star Wars utilise de nombreuses fois les mégastructures, notamment l'œcuménopole de Coruscant, les deux Étoiles de la mort et la base Starkiller.
- Independence Day et sa suite Independence Day: Resurgence, films américains de 1996 et 2016 dans lesquels apparaissent des vaisseaux spatiaux extraterrestres appelés « vaisseaux-mères » et mesurant plusieurs milliers de kilomètres de diamètre.
- Dans Total Recall : Mémoires programmées, film américain de 2012, apparaît un train gravitationnel.
- Dans Elysium, film américain de 2013, une partie de l'humanité privilégiée vit dans une station spatiale géante, l'Elysium.
- Oblivion, film américain de 2013 dans lequel une station spatiale géante, le Tet, gravite autour de la Terre.
- Dans Interstellar, film britannico-américain de 2014, l'humanité ou une partie de celle-ci vit dans un cylindre O'Neill à la fin du film.
- Dans Valérian et la Cité des mille planètes, film français de 2017, la majorité de l'action se déroule sur une station spatiale géante.
- Alita: Battle Angel, film américain de 2019, montre des cités géantes volantes.
- Moonfall, film américain de 2022, fait de la Lune une sphère de Dyson d'origine extraterrestre.

### Télévision
- Andromeda, série télévisée américaine dans laquelle l'antagoniste principal a créé un vaisseaux en rassemblant et en connectant 20 planètes autour d'un soleil artificiel.
- Babylon 5, série télévisée américaine dont l'action se déroule sur une station spatiale géante.

### Jeux vidéo
- La série de jeux vidéo Halo fait apparaître de vastes structures en forme d'anneaux, les Installations Halo, la capitale de l'Alliance Covenante Grande Bonté et des ascenseurs spatiaux.
- Dans le jeu Stellaris, le joueur a la possibilité de construire (s'il possède le DLC Utopia principalement) des mégastructures comme des sphères de Dyson, Anneaux mondes ou habitats spatiaux[2].